# Pedro Suárez-Vértiz
Pour les articles homonymes, voir Suárez.
Pedro Martín José María Suárez-Vértiz Alva, né le 13 février 1968 à Callao et mort le 28 décembre 2023 à Lima, est un chanteur et auteur compositeur de pop rock péruvien. 
Parmi ses instruments de prédilection, on retrouve la guitare, le piano, l'harmonica, les percussions « drums ». Il débute en étant au premier plan dans le groupe Arena Hash. Depuis qu'il a entrepris une  carrière en solo, il est le rocker péruvien qui obtient le plus grand succès commercial. Sa chanson Cuando pienses en volver (Quand tu penseras rentrer) obtient en particulier un véritable succès. En France, on qualifierait de « musique de variété » le tempo musical de Pedro Suárez-Vértiz.

## Biographie

### Premières années
Pedro Suarez-Vértiz est fils de Hernando Suárez Vértiz. Il est né le 13 février 1969 à l'hôpital naval de Callao car son grand-père maternel appartenait à la Marine du Pérou. Il a aussi un frère aîné musicien Patricio Suárez-Vértiz. Il a passé son enfance et son adolescence à San Isidro, face au parc El Olivar.
Son père lui a acheté un vieux saxophone comme premier instrument de musique. Seulement après plusieurs années, il était en mesure d'acheter un piano.
Dans le secondaire, ses écrits musicaux ont commencé à être mis en musique. Il a ainsi formé un premier groupe appelé Paranoia avec son frère et des amis. Après, il a formé le groupe Arena Hash. Il a joué de la guitare, composé et chanté toutes les chansons. Parallèlement à sa carrière musicale avec Arena Hash, il est entré à l'université de Lima.

### Carrière
1. Arena Hash : il a formé le groupe à 17 ans. Il devient directeur de Arena Hash en 1985 et signe avec le label CBS trois ans plus tard. Le groupe a publié deux albums à succès : Arena Hash (1988) et Ah Ah Ah (1991)
2. Carrière solo : il décide de se lancer en solo. En 1993, il sort son premier album intitulé (No existen): Técnicas para olvidar. Avec ce disque, il signe un contrat avec Sony Music - Miami. En 1996, il sort son deuxième album intitulé Póntelo en la lengua (mets-le sur la langue). L'album a dépassé 40 000 exemplaires vendus et a obtenu un Triple Disc Platino. En 1999, il sort son troisième album intitulé Degeneración actual (dégenérescense actuelle). Les thèmes ont été entendus en Équateur, en Colombie, au Chili, au Panama, au Honduras, au Salvador, au Guatemala, aux États-Unis, aux Pays-Bas, au Mexique et au Japon, pays dans lesquels il donne des concerts. En 2003, il recueille le succès des trois premiers albums en Greatest Hits. En 2004, il publie l'album Play, dans lequel il y a sa chanson la plus connue Cuando pienses en volver. Il publie son dernier album en 2009, il s'appelait Amazonas.

### Vie privée
Pedro Suárez-Vértiz est marié à Cynthia Martinez et ils ont trois enfants.
Depuis 2011, Pedro Suárez-Vértiz a une mauvaise diction. Il a expliqué que cela a été le produit d’un trouble du nerf du muscle, couplé à une pénurie chronique de soins qui donne à son discours une apparence extrêmement embrouillé. Cela affecte de façon significative son chant.
Pedro Suárez-Vértiz s'est repenti d’avoir été absent, à cause de son problème de diction. Il a réduit ses interviews et l’augmentation de ses émissions. On lui a recommandé comme traitement de chanter. En 2013, loin de la scène, il publie son premier livre Yo Pedro.
Il meurt dans sa résidence de Miraflores (Lima), le 28 décembre 2023, d’une crise cardiaque à l’âge de 54 ans. Il avait souffert de dysarthrie due au syndrome neuromusculaire bulbaire qui rendait sa respiration et son élocution difficile depuis dix ans.

## Discographie

### Albums
- (No existen) técnicas para olvidar, CD-81521 / 2-469737, Sony Discos Inc.
- Póntelo en la lengua, CD-81994 / 2-469840, Sony Discos Inc.
- Degeneración actual, LAK-83578 / 2-487675, Sony Discos Inc.
- Play
- Talk Show
- Amazonas

### Succès
- Degeneración actual
- Días de infancia
- Globo de gas
- Me elevé
- Me estoy enamorando
- Mi auto era una rana
- Tambaleando
- Técnicas para olvidar
- Tren sexual
- Cuando pienses en volver
- La niña bella

## Remerciements / Hommage
- En mars 2010, il a reçu la plus haute distinction qui existe au Pérou, “ Eduardo Marquez Talledo Palmas Musical ”, décerné par l’Association des auteurs et compositeurs du Pérou, et a déjà été reçu par le président du  Pérou Alan Garcia Perez.
- Les disques d’or, la platine et le triple Double Platinum (Coperf-Sony Music).
- En septembre 2010, il a reçu au Hylton Performing Arts Center à Washington avec Save the award planete, en reconnaissance à son travail musical et charitable pour l’environnement.
- En novembre 2012, il reçoit une médaille commémorative pour le 50e anniversaire de l’Université de Lima, en hommage à sa carrière musicale.
- Il a été l’image de Telefonica Movistar - Pérou.
- Campagne de porte-parole contre la malnutrition au Pérou à travers le projet du Programme alimentaire mondial des Nations unies et Nutrinet.
- Porte-parole du programme Pérou United Way qui vise à améliorer la qualité de vie des enfants d’âge préscolaire.
- Reconnu comme l’un des Péruviens qui honorent leur pays dans le monde par la société Publishers et Consultants qui a publié Le Livre d’or des Incas 2010.
- En octobre 2010, le journal le plus lu d'Espagne, 20 minutes, a élu Pedro Suarez-Vertiz comme « l'homme le plus beau du Pérou ».
- Jaime Bayly, un journaliste très connu au Pérou, estime que Pedro Suarez-Vertiz est le musicien le plus talentueux dans le pays.

## Adaptations
La productrice Tondero a confirmé qu'elle a des plans de faire un film sur la vie du rockeur fameux péruvien, bien que le projet est encore à l’étape de  réflexion. Pedro Suárez Vértiz est l'un des
chanteurs les plus aimés du pays et sans doute, un film de sa vie pourrait amasser un succès assuré comme celui qu'a eu le film Asu Mare de Carlos Alcántara. À travers son directeur Miguel Valladares, la productrice Tondero a confirmé qu'ils aiment l’idée de travailler avec l'interprète de
Mi auto era una rana. « Oui, mais cela reste une idée. Il y a
eu des conversations avec lui (Pedro), mais encore rien ne s'est programmé. J'adorerais le voir au cinéma. Mais c'est une idée, non pas un projet ferme de Tondero », a dit l'entrepreneur au journal Populaire.  Y es que sucede así et Cuéntame c'étaient les deux chansons du rockeur qui ont fait partie de la bande sonore d' Asu Mare et d'Asu Mare 2.
Son livre Yo, Pedro a battu un record à la Foire Internationale du Livre après avoir vendu plus de 22 000 exemplaires pendant seulement 17 jours. 
Le chanteur n'écarte pas non plus de publier à l'étranger car on a parlé de son livre à CNN et à la télévision espagnole (TVE).